# スキマスイッチ (アルバム)
『スキマスイッチ』は、スキマスイッチの6枚目のオリジナルアルバム。

## 解説
- 初のセルフタイトル。「スキマスイッチが今やりたいことを詰め込んだのなら、この作品がスキマスイッチそのものではないだろうか。」という考えから決定した[2]。
- 制作のスタンスとしては、アルバムを意識するというよりも「1曲単位で「これ面白そうだね。」とか「ここはこうした方がいい感じになるよ。」というやりとりをずっと繰り返して、10曲溜まったからその時点でアルバムが完成」というものであったことをインタビューで明かしている[2]。
- 初回生産限定盤・通常盤の2種同時発売。初回盤のCDはBlu-spec CD2仕様であるほか、DVDが付属されている。。2018年のユニバーサルミュージック移籍時に「スキマスイッチ」までのアルバムと一緒に再発されている
- 全国ツアー「スキマスイッチ TOUR 2015 "SUKIMASWITCH"」ライブ&バックステージに招待他、スペシャル・グッズが抽選で当たる3作連動特典応募券封入。
- 全国ツアー「スキマスイッチ TOUR 2015 "SUKIMASWITCH"」チケット特別予約情報封入。
- 対象店舗で購入すると「スキマスイッチ直筆メッセージ入り特製アナザージャケット」を先着でプレゼントされた。
- 22ndシングル「星のうつわ」と同時発売。

## 収録曲
| 全作詞・作曲: スキマスイッチ。 |                                    |                |                |      |
| #                              | タイトル                           | 作詞           | 作曲・編曲     | 時間 |
| 1.                             | 「ゲノム」                         | スキマスイッチ | スキマスイッチ | 4:51 |
| 2.                             | 「パラボラヴァ」                   | スキマスイッチ | スキマスイッチ | 5:29 |
| 3.                             | 「僕と傘と日曜日」                 | スキマスイッチ | スキマスイッチ | 6:25 |
| 4.                             | 「life×life×life」                 | スキマスイッチ | スキマスイッチ | 3:06 |
| 5.                             | 「Ah Yeah!!」                      | スキマスイッチ | スキマスイッチ | 5:08 |
| 6.                             | 「夏のコスモナウト（album ver.）」 | スキマスイッチ | スキマスイッチ | 4:54 |
| 7.                             | 「蝶々ノコナ」                     | スキマスイッチ | スキマスイッチ | 4:08 |
| 8.                             | 「思い出クロール」                 | スキマスイッチ | スキマスイッチ | 3:59 |
| 9.                             | 「星のうつわ（album ver.）」       | スキマスイッチ | スキマスイッチ | 5:48 |
| 10.                            | 「SF」                             | スキマスイッチ | スキマスイッチ | 4:45 |
| 合計時間:                      | 合計時間:                          | 48:33          |                |      |

## 楽曲解説
1. ゲノム
  - YASUDA「YASUDA再動。編」CMソング
  - 大橋曰く「スキマスイッチとしては新しいサウンド感だし、新しい世界観の曲」[3]。
  - 「「あれ？ ちょっと変わったかな」という印象を持ってこのアルバムを聴いてほしかった」という狙いから1曲目に置かれることとなった[3]。
  - 大橋が作ったデモが基になっている[2]。同じコードが繰り返されるサビのコード進行は洋楽をイメージしている[4]。
  - 常田は「今の僕らが面白いと思ったことをやる」という本作のテーマが決まったきっかけの曲であることを明かしている[2]。
  - 歌詞のイメージは「常田の楽曲制作のイメージ」[4][5]。
  - 本作の収録曲のうち、最初にデモができた曲[2]。
  - もともとはシングル曲として考えていたが、タイアップの話が来たことなどから「Ah Yeah!!」がシングルとして発売された[2]。
  - 20周年記念のベストアルバム『POPMAN'S WORLD -Second-』のDisc3「SNT selection」に収録されている。常田の選曲理由は「マニアックな曲で是非聴いて欲しい」から[5]。
2. パラボラヴァ
  - 21stシングル「パラボラヴァ」収録
3. 僕と傘と日曜日
  - 常田がもともと持っていたピアノのモチーフを基に作られた楽曲[4]。
  - KANのロックボンソワに出演した際、KANの楽曲である「すべての悲しみにさよならするために」をイメージして作ったと話している。
  - サウンドは「音の洪水」を意識している。また、シーケンスの打ち込みについて常田は「（涙や雨の）雫感や水の感じ」を表現したものであると語っている[2]。
  - 歌詞は情景描写にこだわっており、大橋は「すごく上手くできた」と自画自賛している[4]。
  - 常田曰く「すごく王道的J-POPな曲」[2]。
  - 『POPMAN'S WORLD -Second-』のDisc2「TKY selection」に収録されている。収録曲の選曲ドラフト会議の際、大橋は「出来が良い」「本当に作って良かった曲」と振り返っている[6]。
  - セルフカバーアルバム『re:Action』に田島貴男（ORIGINAL LOVE）プロデュースによるリアレンジバージョンが収録されている。
4. life×life×life
  - ABCマート「Hawkins ウォーキングシューズ」CMソング
  - カントリー調の楽曲。
  - サウンドはJames Taylorを意識して作られた[4]。
  - 歌詞については「サビの“life life life”から広げて」作られた[7]。
  - 歌詞は桑田佳祐の「鏡」をモチーフにしている[4]。
  - CMの放映により問い合わせが殺到し、アルバム発売に先駆け先行配信された[7]。
5. Ah Yeah!!
  - 20thシングル「Ah Yeah!!」収録
6. 夏のコスモナウト（album ver.）
  - 20thシングル「Ah Yeah!!」収録
  - ラジオの音声とチャンネルを変える音で構成されたザッピングを模したイントロが追加されており、「view」「SL9」「ボクノート」「デザイナーズマンション」「光る」が部分的に使われている。また、その後に流れる前奏部分が、シングルバージョンとは異なっている。
7. 蝶々ノコナ
  - 仮タイトルは「ファンク」。
  - キーワードは「ダサかっこいい」。90年代初頭のサウンド感を目指して制作された楽曲[2]。
  - サビのメロディ自体は2008年頃から存在していた。
  - イントロは常田が作ったもの。常田は気に入っていなかったが、大橋が「SUPER BUTTER DOGみたい」だと気に入ったため、採用となった[4]。
8. 思い出クロール
  - 大橋はWingsをイメージして作ったことを明かしている[4]。
  - 歌詞に出てくる『ライオン』とは、名古屋三越栄店の正面玄関入口にあるライオン像の事。
9. 星のうつわ（album ver.）
  - 22ndシングル「星のうつわ」収録
  - シングルバージョンとは違い、曲の最後がフェードアウトする形になっている。
10. SF
  - 仮タイトルは「1曲目」。
  - 常田が作ったピアノのリフレインから作られた楽曲[4]。
  - 歌詞のモチーフはドラえもんのひみつ道具。タイトルも「サイエンス・フィクション」の略称ではなく、藤子・F・不二雄が提唱する「SF」の意味である「すこし・不思議」を指している[4]。
  - 元々はアルバムの1曲目として作っていたが、制作過程の中で「ちょっとした覚悟のような曲」になったことから最後に置くこととなった[2]。

## 初回特典DVD収録内容
1. Ah Yeah!! Video Clip[8]
2. パラボラヴァ Video Clip[8]
3. 星のうつわ Video Clip[8]
4. Special Interview[8]
5. スキマスイッチ in NY[8]

## 参加ミュージシャン
1. ゲノム
  - 大橋卓弥：Vocal, Chorus, Acoustic Guitar
  - 常田真太郎：Piano, Other Instruments
  - 西川進：Electric Guitar
  - 亀田誠治：Bass
  - 佐野康夫：Drums
2. パラボラヴァ
  - 大橋卓弥：Vocal, Chorus, Acoustic Guitar
  - 常田真太郎：Piano
  - 石成正人：Electric Guitar
  - 種子田健：Bass
  - 村石雅行：Drums
  - 松本智也：Percussion
  - 弦一徹ストリングス：Strings
  - 本間将人：Tenor Sax
  - 中野勇介：Trumpet
  - 五十嵐誠：Trombone
3. 僕と傘と日曜日
  - 大橋卓弥：Vocal, Chorus
  - 常田真太郎：Piano, Other Instruments
  - 設楽博臣：Acoustic Guitar, Electric Guitar
  - 山口寛雄：Bass
  - 河村“カースケ”智康：Drums
4. life×life×life
  - 大橋卓弥：Vocal, Chorus, Acoustic Guitar
  - 常田真太郎：Wurlitzer
  - 有賀啓雄：Bass
  - 江口信夫：Drums
  - 山本拓夫：Flute
5. Ah Yeah!!
  - 大橋卓弥：Vocal, Chorus, Electric Guitar
  - 常田真太郎：Piano, Other Instruments
  - 西川進：Electric Guitar
  - 山口寛雄：Bass
  - 佐野康夫：Drums
6. 夏のコスモナウト (album ver.)
  - 大橋卓弥：Vocal, Chorus, Acoustic Guitar
  - 常田真太郎：Piano, Other Instruments
  - 石成正人：Electric Guitar
  - 小松秀行：Bass
  - 佐野康夫：Drums
  - 弦一徹ストリングス：Strings
7. 蝶々ノコナ
  - 大橋卓弥：Vocal, Chorus
  - 常田真太郎：Piano, Other Instruments
  - 山本タカシ：Electric Guitar
  - TATSU：Bass
  - 玉田豊夢：Drums
  - 松本智也：Percussion
8. 思い出クロール
  - 大橋卓弥：Vocal, Chorus, Acoustic Guitar
  - 常田真太郎：Piano, Other Instruments
  - 松江潤：Electric Guitar
  - 御供信弘：Bass
  - 河村“カースケ”智康：Drums
9. 星のうつわ (album ver.)
  - 大橋卓弥：Vocal, Chorus, Acoustic Guitar
  - 常田真太郎：Piano, Other Instruments
  - 山本タカシ：Electric Guitar
  - 山口寛雄：Bass
  - 玉田豊夢：Drums
  - 弦一徹ストリングス：Strings
10. SF
  - 大橋卓弥：Vocal, Chorus, Acoustic Guitar
  - 常田真太郎：Piano, Other Instruments
  - フジイケンジ (The Birthday)：Electric Guitar
  - 御供信弘：Bass
  - 河村“カースケ”智康：Drums
  - 弦一徹ストリングス：Strings

## ライブ映像作品
| 曲名             | 発売年 | 作品名                                                                           |
| ---------------- | ------ | -------------------------------------------------------------------------------- |
| ゲノム           | 2015年 | スキマスイッチ TOUR 2015 “SUKIMASWITCH”-SPECIAL-THE MOVIE                        |
| ゲノム           | 2019年 | SUKIMASWITCH 15th Anniversary Special at YOKOHAMA ARENA 〜Reversible〜 THE MOVIE |
| ゲノム           | 2023年 | DELUXE FAN CLUB EVENT TOUR V.I.P. Vol.4                                          |
| パラボラヴァ     | -      | →「 パラボラヴァ#ライブ映像作品 」を参照                                         |
| 僕と傘と日曜日   | 2015年 | スキマスイッチ TOUR 2015 “SUKIMASWITCH”-SPECIAL-THE MOVIE                        |
| 僕と傘と日曜日   | 2016年 | スキマスイッチ TOUR 2016 “POPMAN'S CARNIVAL” THE MOVIE                           |
| 僕と傘と日曜日   | 2019年 | SUKIMASWITCH 15th Anniversary Special at YOKOHAMA ARENA 〜Reversible〜 THE MOVIE |
| 僕と傘と日曜日   | 2020年 | Sukimaswitch Official Fanclub DELUXE presents TOUR 2016“POPMAN’S CARNIVAL”Vol.0  |
| 僕と傘と日曜日   | 2020年 | Streaming LIVE "a la carte 2020" 〜実際にやってみた!〜 THE MOVIE                 |
| 僕と傘と日曜日   | 2025年 | スキマスイッチ TOUR 2024-2025 “A museMentally” THE MOVIE                         |
| life×life×life   | 2015年 | スキマスイッチ TOUR 2015 “SUKIMASWITCH”-SPECIAL-THE MOVIE                        |
| life×life×life   | 2019年 | SUKIMASWITCH 15th Anniversary Special at YOKOHAMA ARENA 〜Reversible〜 THE MOVIE |
| life×life×life   | 2021年 | スキマスイッチ TOUR 2020-2021 Smoothie THE MOVIE                                 |
| Ah Yeah!!        | -      | →「 Ah Yeah!!#ライブ映像作品 」を参照                                            |
| 夏のコスモナウト | -      | →「 夏のコスモナウト#ライブ映像作品 」を参照                                     |
| 蝶々ノコナ       | 2015年 | スキマスイッチ TOUR 2015 “SUKIMASWITCH”-SPECIAL-THE MOVIE                        |
| 蝶々ノコナ       | 2019年 | SUKIMASWITCH 15th Anniversary Special at YOKOHAMA ARENA 〜Reversible〜 THE MOVIE |
| 思い出クロール   | 2015年 | スキマスイッチ TOUR 2015 “SUKIMASWITCH”-SPECIAL-THE MOVIE                        |
| 思い出クロール   | 2021年 | スキマスイッチ TOUR 2020-2021 Smoothie THE MOVIE                                 |
| 思い出クロール   | 2023年 | DELUXE FAN CLUB EVENT TOUR V.I.P. Vol.4                                          |
| 星のうつわ       | -      | →「 星のうつわ#ライブ映像作品 」を参照                                           |
| SF               | 2015年 | スキマスイッチ TOUR 2015 “SUKIMASWITCH”-SPECIAL-THE MOVIE                        |
| SF               | 2021年 | スキマスイッチ TOUR 2020-2021 Smoothie THE MOVIE                                 |

## 他のアルバムへの収録
| 曲名             | 発売年 | 作品名                                                                 | 分類         |
| ---------------- | ------ | ---------------------------------------------------------------------- | ------------ |
| ゲノム           | 2015年 | スキマスイッチ TOUR 2015 “SUKIMASWITCH”SPECIAL                         | ライブ       |
| ゲノム           | 2019年 | SUKIMASWITCH 15th Anniversary Special at YOKOHAMA ARENA 〜Reversible〜 | ライブ       |
| ゲノム           | 2023年 | POPMAN'S WORLD -Second-                                                | ベスト       |
| パラボラヴァ     | -      | →「 パラボラヴァ#収録アルバム 」を参照                                 | -            |
| 僕と傘と日曜日   | 2015年 | スキマスイッチ TOUR 2015 “SUKIMASWITCH”SPECIAL                         | ライブ       |
| 僕と傘と日曜日   | 2016年 | スキマスイッチ TOUR 2016 “POPMAN'S CARNIVAL”                           | ライブ       |
| 僕と傘と日曜日   | 2017年 | re:Action                                                              | コンセプト   |
| 僕と傘と日曜日   | 2018年 | スキマノハナタバ 〜Love Song Selection〜                               | コンセプト   |
| 僕と傘と日曜日   | 2019年 | SUKIMASWITCH 15th Anniversary Special at YOKOHAMA ARENA 〜Reversible〜 | ライブ       |
| 僕と傘と日曜日   | 2021年 | Weather Song of スキマスイッチ                                         | プレイリスト |
| 僕と傘と日曜日   | 2023年 | POPMAN'S WORLD -Second-                                                | ベスト       |
| 僕と傘と日曜日   | 2025年 | スキマスイッチ TOUR 2024-2025 “A museMentally”                         | ライブ       |
| life×life×life   | 2015年 | スキマスイッチ TOUR 2015 “SUKIMASWITCH”SPECIAL                         | ライブ       |
| life×life×life   | 2019年 | SUKIMASWITCH 15th Anniversary Special at YOKOHAMA ARENA 〜Reversible〜 | ライブ       |
| life×life×life   | 2021年 | スキマスイッチ TOUR 2020-2021 Smoothie                                 | ライブ       |
| Ah Yeah!!        | -      | →「 Ah Yeah!!#収録アルバム 」を参照                                    | -            |
| 夏のコスモナウト | -      | →「 夏のコスモナウト#収録アルバム 」を参照                             | -            |
| 蝶々ノコナ       | 2015年 | スキマスイッチ TOUR 2015 “SUKIMASWITCH”SPECIAL                         | ライブ       |
| 蝶々ノコナ       | 2019年 | SUKIMASWITCH 15th Anniversary Special at YOKOHAMA ARENA 〜Reversible〜 | ライブ       |
| 思い出クロール   | 2015年 | スキマスイッチ TOUR 2015 “SUKIMASWITCH”SPECIAL                         | ライブ       |
| 思い出クロール   | 2019年 | SUKIMASWITCH 15th Anniversary Special at YOKOHAMA ARENA 〜Reversible〜 | ライブ       |
| 思い出クロール   | 2021年 | スキマスイッチ TOUR 2020-2021 Smoothie                                 | ライブ       |
| 星のうつわ       | -      | →「 星のうつわ#収録アルバム 」を参照                                   | -            |
| SF               | 2015年 | スキマスイッチ TOUR 2015 “SUKIMASWITCH”SPECIAL                         | ライブ       |
| SF               | 2021年 | スキマスイッチ TOUR 2020-2021 Smoothie                                 | ライブ       |